# 丸山智英子
丸山 智英子（まるやま ちえこ、1987年10月21日 - ）は、日本のタレント・モデル。所属事務所はリアルム。大阪府大阪市出身。

## 人物
- 大阪府に生まれる。株式会社リアルムに所属[2]。大阪市立築港中学校→大阪市立淀商業高校卒業。
- 趣味はネイル・ショッピング・カラオケ・温泉巡り・岩盤浴・お肌のお手入れ
- 特技は英検三級、漢検三級、剣道一級。

## エピソード
- 六又をかけていたことを「グラディエイターヤマザキ～モンスターの逆襲～」で告白、悪女っぷりを披露。

## 出演番組

### テレビ
- 劇団アイドル座（H21年1月12日、CS放送 MONDO21）
- グラディエイターヤマザキ～モンスターの逆襲～（H21年1月11日、関西テレビ）
- 銀玉王（？年1月22日、サンテレビ）
- アイドルスナイパー（H21年7月、テレビ大阪）
- ホンネの殿堂!!紳助にはわかるまいっ（H21年9月11日、フジテレビ）
- ランキンくえすと（H22年5月3日～5月6日、関西テレビ）
- ぐるぐるナインティナイン(H22年7月、日本テレビ)
- 究極の味を求めて3(H22年9月～、j:com)
- 葱塩ハンバーグ&鉄板焼き華氏393(H22年9月、Ｊ：ＣＯＭ)
- 第10回J:COMフットサルフェスタ(H22年9月～、Ｊ：ＣＯＭ)
- パチンコ楽園(H22年8月、サンテレビ)
- 朝生ワイド す・またん!(H22年10月、読売テレビ）
- 情熱★エンためファクトリー どっキング!!!（H23年2月、関西テレビ）
- 神々の知恵袋（H23年2月、関西テレビ）
- お笑いワイドショー マルコポロリ（H23年7月、関西テレビ）
- 花らふる（H23年4月4日-、テレビ大阪）レギュラー

## その他
雑誌
- 関西版ジャンバリ5月号（グラビア掲載）
- 関西版関西ウォーカー8月号（モデル掲載）
- 関西版au×kwパンフレット（モデル掲載）
- 関西版ブランドJOY（モデル掲載）
- 関西版デートぴあ（モデル掲載）

映画
- 公開日未定　映画ワンダーリング（ウエイトレス役出演）

レースクィーン
- 2009年度　SUPER GT500クラス「ダンロップ・サード・トータルベネフィットRQ」
他メンバーは桃原美奈、二ノ宮朱莉、川咲あいら。

CM
- アヴァンス法務事務所[3]